# Овальний кабінет

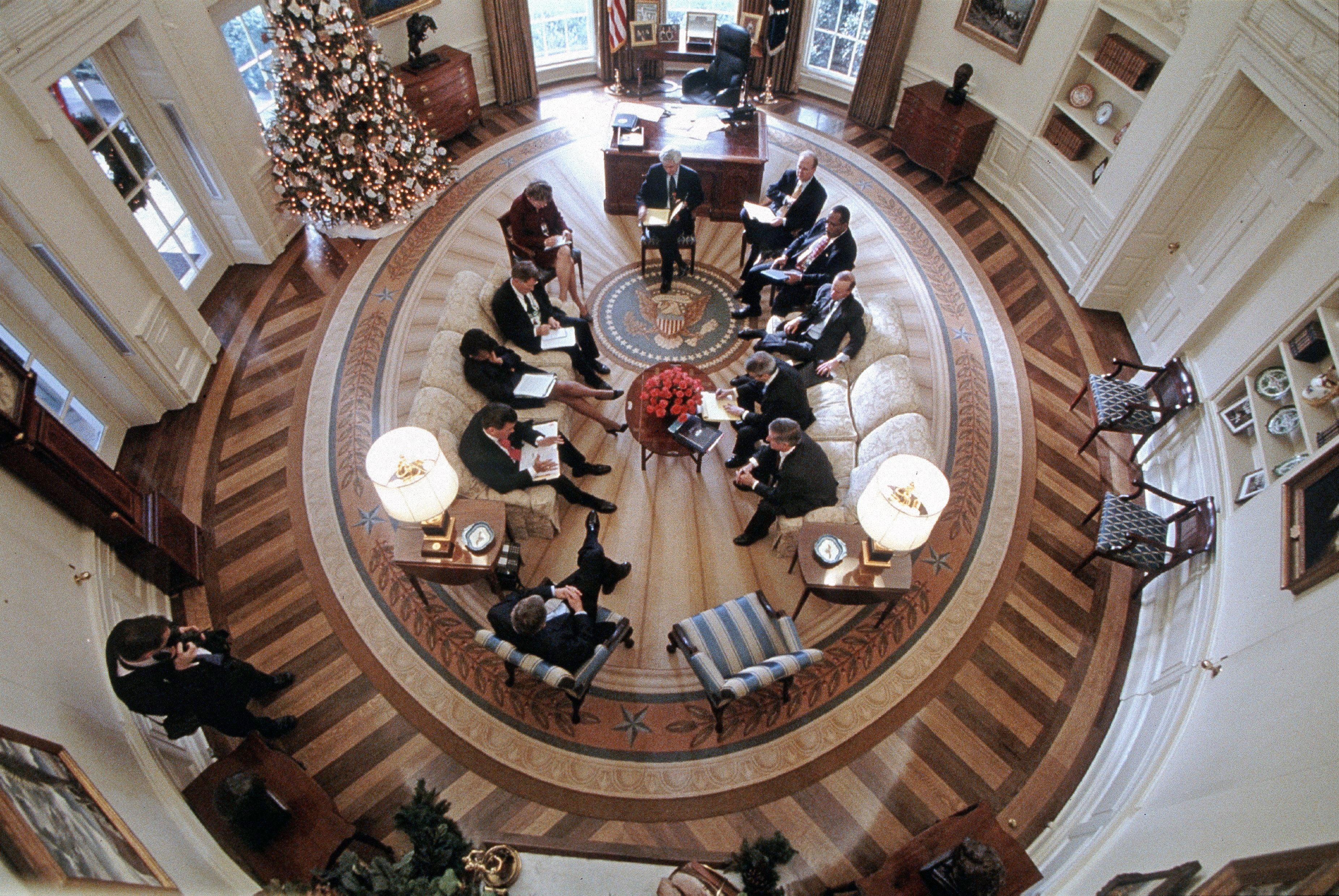
Вид кабінету згори. Президент США Джордж Вокер Буш приймає керівництво Міністерства внутрішньої безпеки 20 грудня 2001 р.

38°53′51″ пн. ш. 77°02′15″ зх. д. / 38.8974° пн. ш. 77.0374° зх. д.
Ова́льний кабіне́т (англ. Oval Office) — робочий кабінет президента США у Білому домі.
Розташований в західному крилі будівлі. Овальний кабінет має три великі вікна, які виходять на південь, і четверо дверей. Східні виходять у Трояндовий сад, західні в невеликий приватний кабінет і їдальню, північно-західні в коридор Західного крила, північно-східні в кабінет секретаря президента. Робочий стіл голови держави — перед південними вікнами. З північного боку знаходиться камін. Зазвичай президенти-господарі Білого дому обставляють кабінет на свій смак. Вони змінюють оббивку стін, килими і картини, які вибираються з колекції комплексу. Великий діаметр становить 10,9 м, малий діаметр 8,8 м, висота стелі 5,6 м.

## Історія
Білий дім був побудований за Джона Адамса. Перший президент США Джордж Вашингтон жив переважно у Філадельфії, де в нього була президентська резиденція. Наступник Вашингтона Адамс побудував нову резиденцію, названу Білим домом. За основний кабінет президентам у XIX столітті слугували різні кімнати (найдовше — Жовта овальна кімната), бібліотека і навіть приміщення сучасної їдальні.

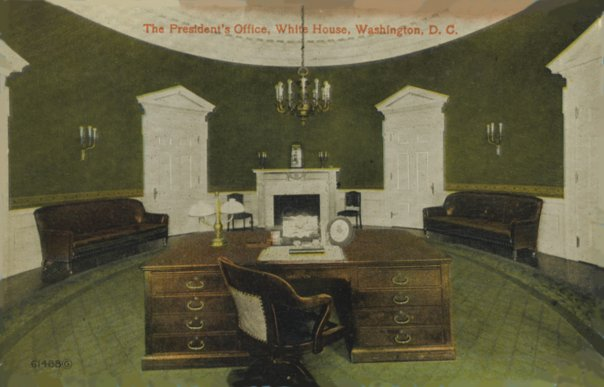
Овальний кабінет за президента Тафта

На початку XX століття президент Теодор Рузвельт почав перепланування всього комплексу. Було побудоване Західне крило Білого дому. Для Рузвельта побудували новий робочий кабінет, але він використовував його недовго. 1909 року Вільям Говард Тафт вирішив створити новий кабінет для себе, який назвали Овальним через його форму. Дизайнером став Нейсон К. Вайз (англ. Nathan C. Wyeth). Відтоді Овальний кабінет використовують як робочий президенти Сполучених Штатів. За Герберта Гувера все Західне крило, зокрема й Овальний кабінет, частково зруйнувала пожежа, тому Франклін Рузвельт повністю реконструював його.

## Звернення з Овального кабінету
Президенти США мають практику звертатися до американського народу з Овального кабінету. Таке звернення використовують досить рідко для повідомлення даних надзвичайної ваги (наприклад, Джон Кеннеді звертався до нації із повідомленням про розгортання Карибської кризи, а Джордж Буш-молодший — увечері після терористичного акту 11 вересня 2001)